# Brunryggig hackspett
Brunryggig hackspett (Dendropicos obsoletus) är en fågel i familjen hackspettar inom ordningen hackspettartade fåglar.

## Utseende och läte
Brunryggig hackspett är en liten och kortstjärtad hackspett med brun rygg. I ansiktet ramar vita streck in den mörka kinden. Hanen har rött på hjässans bakre del, honan helmörk hjässa. Arten är mest lik kardinalspetten, men urskiljs genom den mörka kinden och den enfärgat bruna ryggen. Bland lätena hörs serier med ylande toner och dämpande skallrande ljud.

## Utbredning och systematik
Brunryggig hackspett förekommer i Afrika söder om Sahara och delas in i fyra underarter med följande utbredning:
- obsoletus – Senegal och Gambia till södra Kamerun, nordöstra Demokratiska republiken Kongo, västra Sudan och Uganda
- heuglini – östra Sudan till norra Etiopien och Eritrea
- ingens – centrala och södra Etiopien till nordöstra Uganda, Kenya och allra nordligaste Tanzania
- crateri – norra Tanzania (Crater Highlands söderut till Nou-skogen)

### Släktestillhörighet
På grund av sitt liknande utseende har arten tidigare placerats bland brokspettarna i Dendrocopos eller i Picoides när det förra släktet inkluderas i det senare. Genetiska studier visar dock att den tillhör en grupp med andra afrikanska hackspettar som står närmast de europeiska och asiatiska hackspettarna mellanspett, brunpannad hackspett, arabspett och mahrattaspett. Vissa placerar den som ensam art i släktet Ipophilus.

## Levnadssätt
Brunryggig hackspett hittas i en rad olika öppna miljöer, som savann, skogslandskap, buskmarker och skogsbryn.

## Status
Arten har ett stort utbredningsområde och beståndet anses stabilt. Internationella naturvårdsunionen IUCN listar den därför som livskraftig (LC).